# Colgaroides viridis
Colgaroides viridis är en insektsart som beskrevs av Victor Lallemand 1935. Colgaroides viridis ingår i släktet Colgaroides och familjen Flatidae. Inga underarter finns listade i Catalogue of Life.